# Universidade de Michigan
A Universidade de Michigan ou do Michigan (em inglês: University of Michigan) ou UMich é uma universidade coeducacional e pública, localizada na cidade de Ann Arbor, no estado de Michigan, nos Estados Unidos da América.
Foi fundada em 1817 em Detroit, porém, depois de vinte anos, em 1837, a universidade se transferiu para a cidade de Ann Arbor. Hoje, é a mais antiga universidade do estado de Michigan.

## História

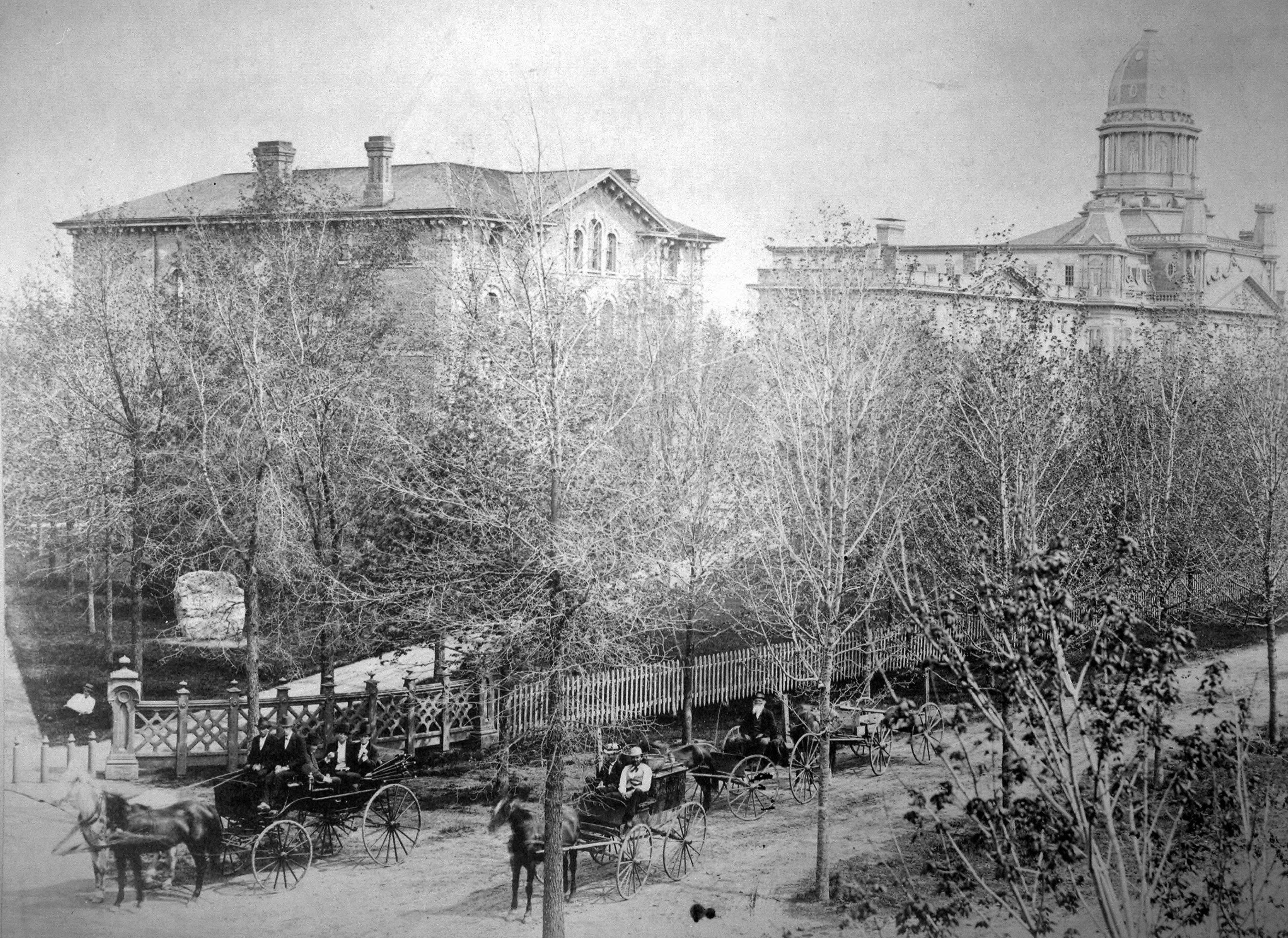
O canto noroeste do The Diag por volta de 1873, mostrando o portão da universidade, o Edifício da Lei (1863–1950) e o Salão Universitário (1872–1950)

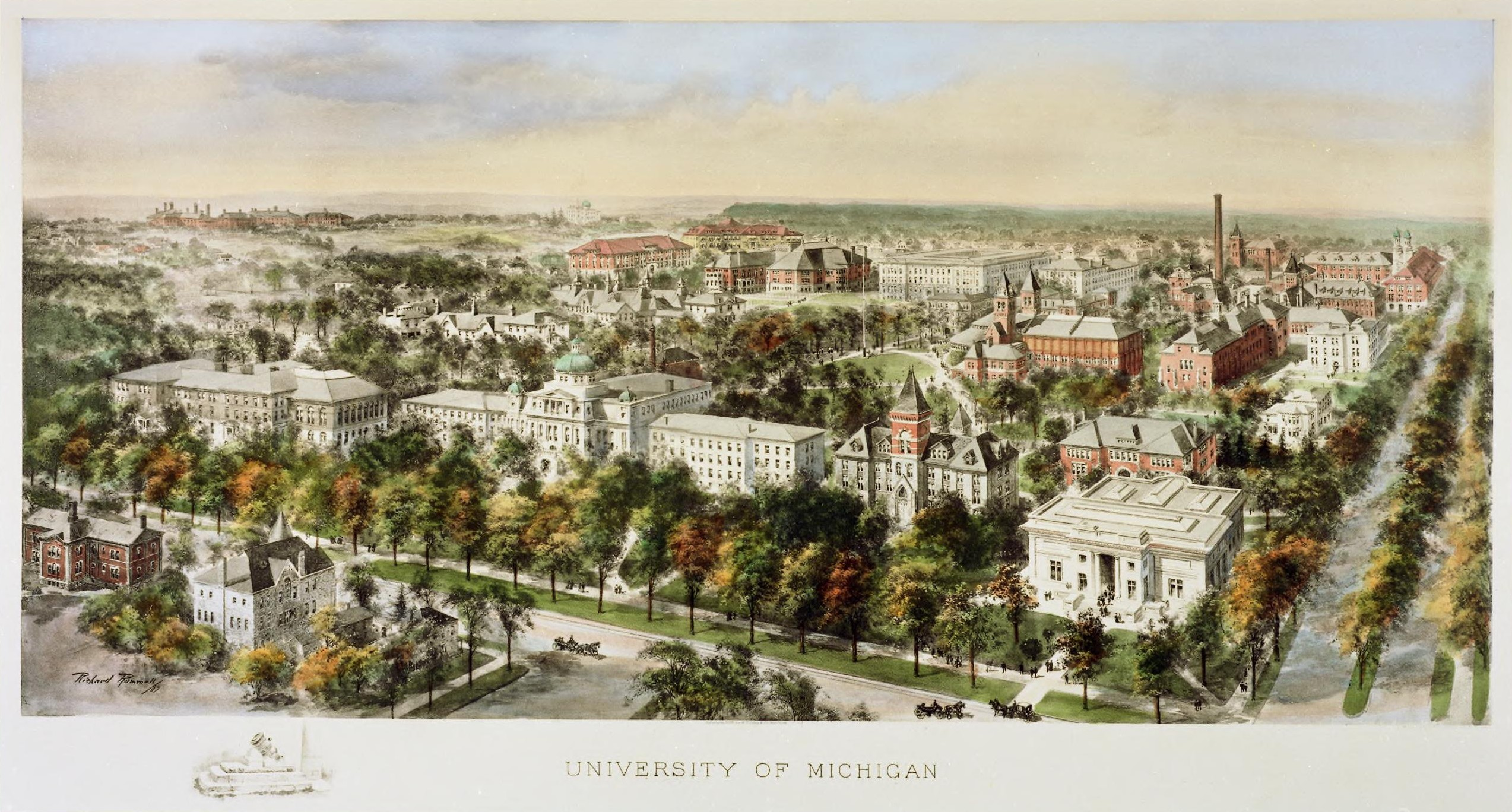
Uma litografia colorida à mão representando uma vista da Universidade de Michigan por Richard Rummell em 1907

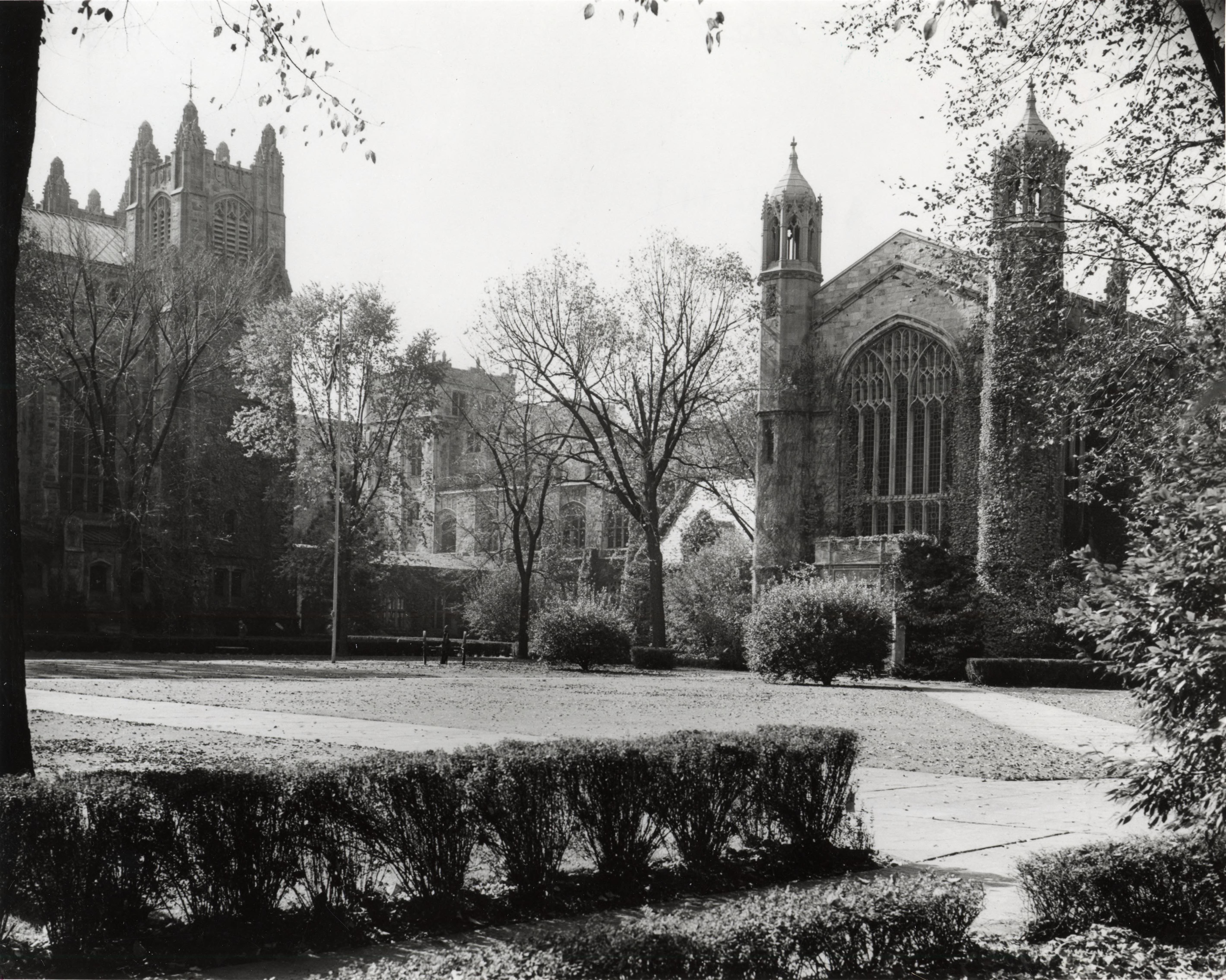
Quadrilátero Jurídico, por volta da década de 1930

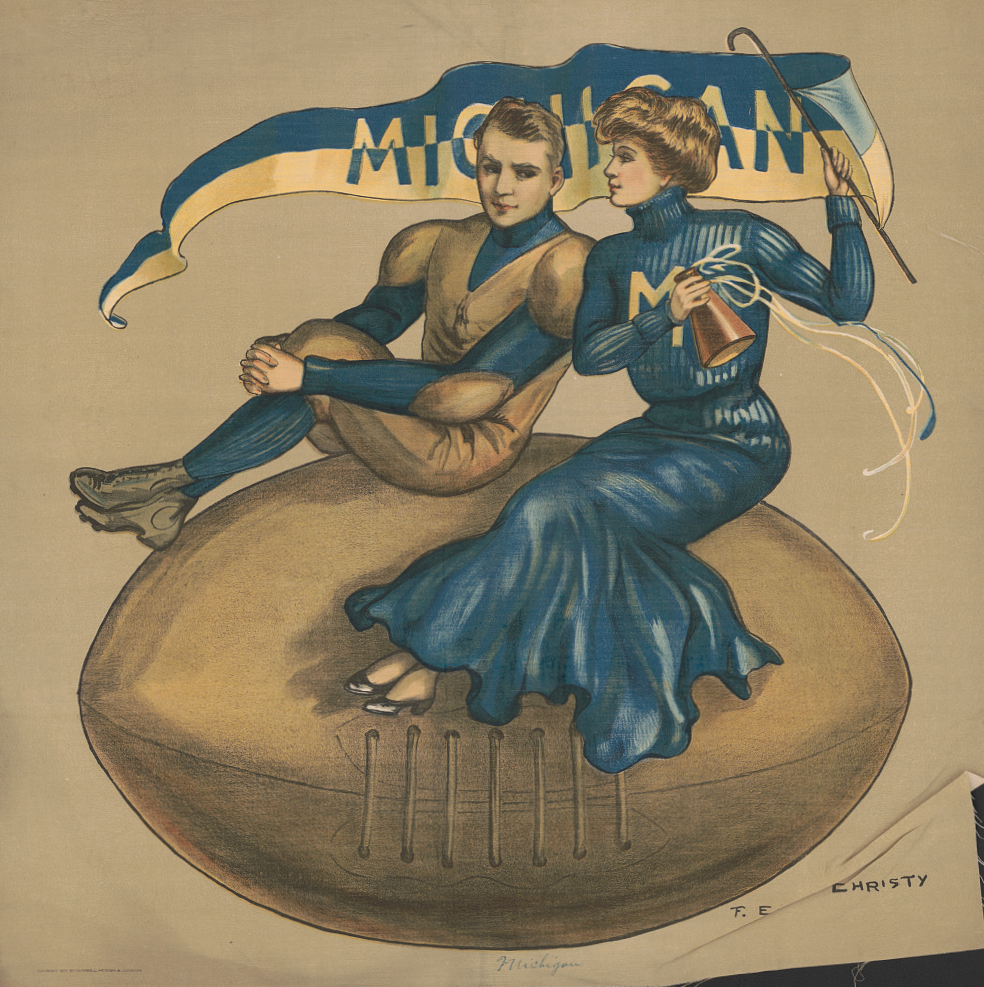
Um postal que retrata a vida universitária em Michigan no início do século XX, criado por F. Earl Christy

A Universidade de Michigan foi criada na cidade de Detroit em 1817 com o nome de Catholepistemiad, ou Universidade de Michigania, pelo governador e por juízes do Território de Michigan. Ann Arbor tinha reservado 40 acres (16 hectares) para a construção da nova capital do estado e sede do governo, mas acabaram oferecendo para a universidade se instalar depois que a cidade de Lansing foi escolhida como a capital do estado. A universidade mudou-se para Ann Arbor em 1837. A parte dos 40 acres (16 hectares) acabou se tornando parte do atual Campus Central da universidade.
As primeiras aulas realizadas em Ann Arbor aconteceram em 1841, com seis alunos, ministrados por dois professores. Os primeiros onze estudantes se graduaram em 1845. De 1845 a 1866, o número de matriculados aumentou para 1205 alunos, dos quais muitos eram veteranos da Guerra Civil Norte-Americana. As mulheres foram inicialmente admitidas na universidade em 1870, tornando a Universidade do Michigan a primeira grande universidade do país (e a terceira maior do mundo, depois do Oberlin College e da Universidade Lawrence).
James B. Angell foi o presidente da universidade de 1871 a 1909, enquanto agressivamente a UM expandia em matérias para currículos de seus alunos, sendo elas odontologia, arquitetura, engenharia, administração e medicina. A UM também se tornou a primeira universidade americana a usar o seminário como um dos métodos de estudos aplicados.
De 1900 a 1920 foram construídas novas instalações dos campi da universidade, incluindo instalações de clínicas dentárias e farmácias, um edifício para aulas de química e ciências naturais, um auditório, grandes complexos hospitalares e bibliotecários, e dois prédios residenciais. A universidade fortificou suas instalações para cursos de investigação em 1920, e construiu um novo prédio para o Colégio de Engenharia, e formou um comitê de cem indústrias para orientar os recém-chegados na Universidade de Michigan.
Durante a década de 1970, severas restrições orçamentais desafiaram o desenvolvimento físico da universidade. No entanto, na década de 1980 foram registrados aumentos súbitos nos cursos de Ciências Sociais e Ciências Humanas. Enquanto isso, o envolvimento da universidade em investimentos na Iniciativa Estratégica de Defesa na África do Sul causaram controvérsias no campus. Entre 1980 e 1990, a universidade dedicou seus recursos para renovar seu enorme complexo estudantil, em melhorias no Hospital Acadêmico, e para construir o North Campus (Campus Norte) da universidade. A universidade também se destacou pelo desenvolvimento das tecnologias da informação e comunicação ao longo de todo o seu campus, implantando a informática.
Em meados de 2000, a UM também enfrentou declínio em seu financeiro estatal devido às falhas orçamentais. Ao mesmo tempo, a universidade tentou manter o seu elevado status acadêmico e manter os custos mensais acessíveis para todas as classes sociais. Havia também disputas entre a administração da UM e os sindicatos. Porém, algum tempo depois, a universidade voltou a um estado financeiro e interno positivo, e é bem considerada nos dias atuais.
Em 2003, duas ações judiciais envolvendo admissões políticas da UM atingiu o Supremo Tribunal dos Estados Unidos ("Grutter v. Bollinger" e "Gratz v. Bollinger"). O ex-presidente dos Estados Unidos, George W. Bush, tomou um passo de oposição a política da UM antes de o tribunal emitir a sua decisão.

## Campi
O Campus de Ann Arbor está dividido em quatro principais áreas: Campus Norte, Campus Central, Campus da Medicina e o Campus Sul. A infra-estrutura física dos campi inclui mais de 500 grandes edifícios, com uma área de mais de 664 hectares ou de 2,69 quilômetros quadrados. O Campus Central e o Campus Sul são áreas contíguas, enquanto que a área do Campus Norte é separado dos outros, principalmente pelo lago Huron.
Existem áreas alugadas pela Universidade do Michigan por toda a cidade de Ann Arbor, muitas delas ocupadas por organizações filiadas ao Sistema de Saúde da Universidade de Michigan. Também foi recentemente desenvolvido um Campus de Medicina a oeste da UM, na Plymouth Road, com vários edifícios pertencentes a universidade.
Em adição ao curso de golfe da Universidade do Michigan, no Campus Sul, a universidade começou a operar com um segundo campo de golfe para o curso chamado Radrick Farms Golf Course, na Geddes Road. O campo de golfe está apenas aberto para uso de professores da UM, funcionários e para o corpo estudantil.
Outra atividade fora do campus é a Inglis House, que a universidade comprou e é proprietária desde 1950. A Inglis House tem 930 metros quadrados e é uma mansão usada para armazenar arquivos de diversos eventos sociais, incluindo as reuniões do Conselho de Regentes da UM.

### Campus Central
O Campus Central foi a localização original da Universidade do Michigan quando ela se transferiu de Detroit para Ann Arbor, em 1837. Na sua forma original, ela tinha um prédio escolar, um prédio de dormitórios (onde está a atual Mason Hall),  e diversas casas para professores, em terras concedidas na North University Avenue, South University Avenue, East University Avenue e State Street. Devido ao fato de Ann Arbor e o Campus Central da universidade terem se desenvolvidos simultaneamente, não existe nenhuma área distinta entre a cidade e a UM, e em algumas partes da cidade, a UM detém alguns prédios universitários.
O Campus Central é a localização da Faculdade de Letras e Literatura, Faculdade de Ciências e da Faculdade de Artes, e está unido ao campus da Medicina. A maior parte dos colégios profissionalizantes e de graduação, incluindo a "Ross School of Business e o Colégio de Direito, se localizam no Campus Central.
Duas bibliotecas proeminentes, a Harlan Hatcher Graduate Library e a Shapiro Undergraduate Library, que estão ligadas por uma viaduto de pedestres, também se localizam no Campus Central, assim como os museus de fósseis arqueológicos, antropológicos, paleontológicos, zoológicos, odontológico, e de Artes.

### Campus Norte
O Campus Norte é o mais contíguo dos campi, construído independentemente da cidade, em uma grande faixa de terra de aproximadamente 3,25 quilômetros quadrados, que a universidade comprou em 1952. Ele é mais novo que o Campus Central, tendo assim uma arquitetura moderna, enquanto a maioria das edificações do Campus Central são em estilo clássico (antigo) e gótico. O arquiteto Eero Saarinen, desenhou e criou um dos primeiros prédios do Campus Norte, sendo a Earl V. Moore School of Music Building um deles.
Os campi Norte e Central tem torres com sinos exclusivas que refletem a arquitetura predominante em cada um dos campi. Cada uma das torres com sino tem um grande carrilhão. A do Campus Norte é chamada Lurie Tower. O maior prédio residencial da UM, o Bursley Hall, está localizado no Campus Norte.
O Campus Norte também tem o Colégio de Engenharia, o Colégio de Música, Teatro e Dança, o Colégio de Artes e Design, o Colégio de Arquitetura Taubman e um Colégio de Informação.

### Campus Sul
O Campus do Sul é o local para as atividades esportivas, e abriga as grandes instalações desportivas, como o Michigan Stadium, a Crisler Arena, o Yost e a Ice Arena. Campus do Sul é também o local da instalação da biblioteca de facilidades na internet Buhr Library, do Instituto de Educação Jurídica, assim como também é o local do Complexo Teatral e de Artes, que oferece uma loja artística e espaço para ensaio dos grupos teatrais. Os Departamentos de Segurança Pública e Transportes da UM estão localizados no Campus Sul.
O curso de golfe da UM fica localizado no sul do Michigan Stadium e da Arena Crisler. Ele foi desenhado no final de 1920 por Alister MacKenzie, o desenhista da Augusta National Golf Club, em Augusta, na Geórgia (casa do Masters de Golfe).

## Organização e administração
A Universidade de Michigan tem os campi principais em Ann Arbor, e também tem dois campi regionais em Dearborn e Flint. O Conselho de Regentes, que governa a universidade e foi estabelecido pela Lei Orgânica de 18 de março de 1837, é composta por oito membros eleitos nas grandes bienais das eleições, sendo escolhidos para o conselho por oito anos. Entre a criação da Universidade de Michigan, em 1837 e 1850, o Conselho de Regentes teve participação direta na universidade; apesar de terem sido, por lei, escolhidos para nomear um chanceler para administrar a universidade, o que não aconteceu.
O presidente da Universidade de Michigan é o diretor executivo da universidade. O escritório foi criado pela Constituição de Michigan, de 1850, que também especificou que o presidente é escolhido pelo Conselho de Regentes na Universidade de Michigan e preside as reuniões, mas sem o direito ao voto.. Hoje, o presidente está estabelecido no campus de Ann Arbor, sendo que ele tem o privilégio de viver no President's House (Casa do Presidente, em português), um dos edifícios mais antigos da universidade, localizado no Campus Central, em Ann Arbor.
Existem treze cursos de graduação na universidade.. No nível de pós-graduação, a Escola Rackham de Graduação é a unidade administrativa central de graduação educacional na universidade. Há dezoito escolas e colégios de graduação na universidade, sendo os maiores deles o Colégio de Literatura, Ciência e Artes, o Colégio de Engenharia, Escola de Direito e a Ross School de Negócios.
Os graus profissionais são cursados nas Escolas de Medicina Dentária, de Leis, Medicina, e Farmácia. A Escola de Medicina é parceira do Sistema de Saúde da Universidade de Michigan, que engloba os três hospitais universitários, dezenas de ambulatórios, e diversos centros de assistência médica, reservas e educação.

### Fundo financeiro
O fundo financeiro da UM foi avaliado pelo ranking da NACUBO de 2008, onde estima-se valer 7,57 bilhões de dólares  Ele foi o sétimo maior fundo financeiro nos Estados Unidos e o terceiro maior entre as universidades públicas do país no momento, assim como a sua dotação é a que mais cresceu no país ao longo dos últimos 21 anos.
Em meados do ano 2000, a UM embarcou em uma massiva campanha de anrrecadação de fundos denominada "A diferença de Michigan", na qual arrecadou 2,5 bilhões de dólares, sendo 800 milhões destes para o fundo permanente.
Ultimamente, foi avaliado que a campanha arrecadou 3,2 bilhões de dólares em oito anos, e acredita-se que esta é a maior quantia arrecadada por uma universidade pública nos últimos oito anos. Como quase todos os colégios e universidades, a Universidade de Michigan sofreu perdas significativas durante o final de 2008. Em fevereiro de 2009, a universidade estimou perdas de 20% a 30%.

## Perfil acadêmico

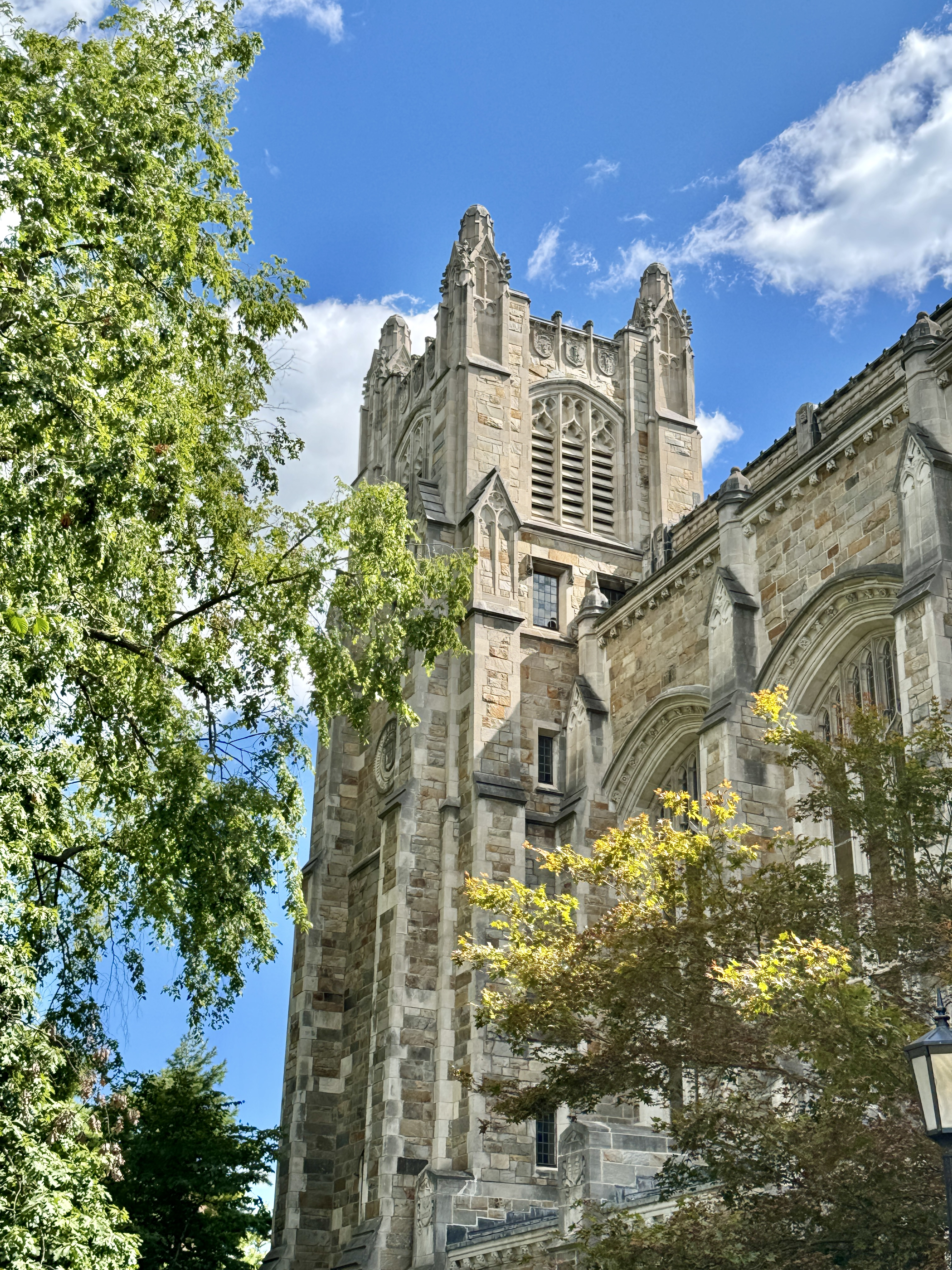
Edifício de Investigação Jurídica William W. Cook, Quadrilátero Jurídico, Universidade de Michigan, University Avenue e State Street, Ann Arbor

A universidade tem 26.083 matriculados e 14.959 graduados, em 600 programas acadêmicos, e em cada ano cerca de 5400 novos estudantes se matriculam. Os alunos vêm de todos os estados dos Estados Unidos e de mais de 100 países ao redor do mundo.
Cerca de 65% dos estudantes estão matriculados na Faculdade de Letras, Ciências e Artes (LS & A), enquanto o Colégio de Engenharia conta com cerca de 20% dos estudantes. Menos de 3% dos estudantes estão matriculados na Ross School of Business (Colégio de Negócios, faculdades que os alunos cursam para aprendizados de negócios como Comércio Exterior). O restante dos estudantes estão matriculados em escolas mais pequenas da universidade, incluindo a Escola de Cinesiologia, Escola de Enfermagem, da Escola de Recursos Naturais e Meio Ambiente, e a Escola de Arte e Design. A Escola Médica faz uma parceria com o Hospital da Universidade de Michigan, que soma três hospitais da universidade, dezenas de ambulatórios, e muitos centros de cuidados médicos, pesquisas e educação.
Outras unidades acadêmicas incluem a Escola Pública de Política Gerald Ford, a Faculdade de Arquitetura e Urbanismo Taubman e as Faculdades de Odontologia, Educação, Informação, Música, Teatro e Dança, Recursos Naturais e Meio Ambiente, da Saúde Pública, Social e Trabalho, do Trabalho Social, foram classificadas em primeiro lugar no ranking da U.S. News and World Report todos os anos, desde 1994.
Existem mais de 6.200 membros na faculdade, 73 dos quais são membros da Academia Nacional, e 451 dos quais detêm uma cadeira própria em sua disciplina (pessoas VIPs). A universidade habitualmente liderou o número de bolseiros (estudantes que ganham bolsas de estudo) nos Estados Unidos de 1990 a 2000.

## Pesquisas e tributos

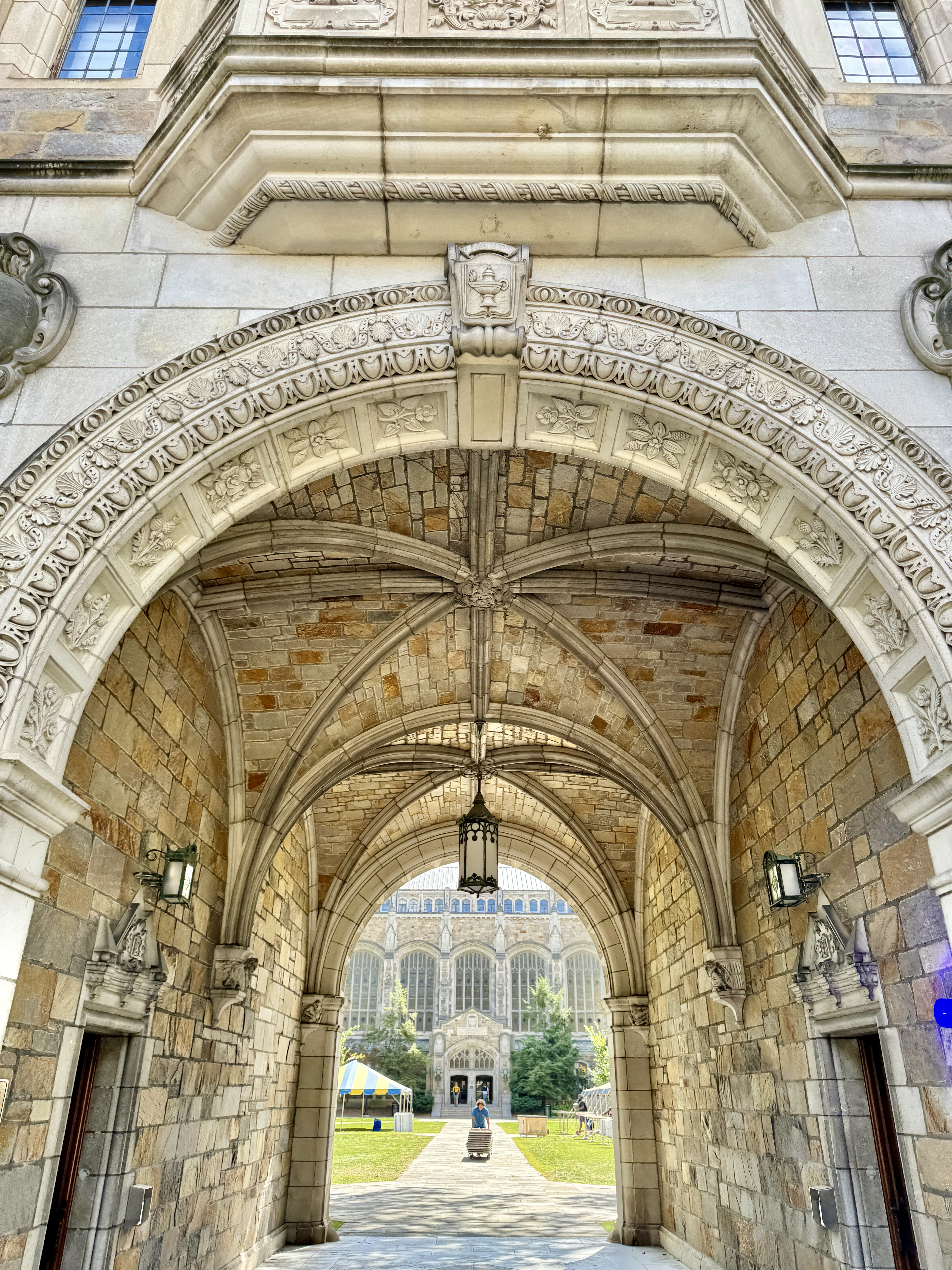
Quadrilátero da Lei

A UM é uma das instituições fundadoras da Associação das Universidades Americanas, em 1900. A universidade administra um dos maiores orçamentos anuais de universidades nos Estados Unidos, totalizando cerca de 775 milhões de dólares por ano, entre 2004 e 2005, 797 milhões de dólares em 2006, e 823 milhões de dólares no final do ano 2007. A Escola de Medicina fica com a maior parte do orçamento, cerca de 333 milhões, enquanto que o Colégio de Engenharia fica com a segunda maior parte, cerca de 131 milhões. A UM também tem um escritório de tecnologia e um aboratório de investigação e comercialização para interesses corporativos e administrativos.
A UM ajudou a desenvolver a primeira universidade de redes para computadores, e fez grandes contribuições para a teoria de informações matemáticas, para a nova universidade.
A Universidade do Michigan recentemente se uniu com a Universidade Estadual de Wayne para a criação da nova Universidade Estadual de Investigação. Esse empreendimento aconteceu para destacar as potencialidades das três principais instituições de pesquisa do estado (as universidades), e para conduzir à transformação da economia em Michigan.

## Esportes
Os times desportivos da Universidade do Michigan são chamados The Wolverines. Eles fazem parte da NCAA Football's Bowl Subdivision (divisão de futebol americano) e da Big Ten Conference, participando em todas as modalidades esportivas exceto o hóquei no gelo masculino, sendo que em hóquei, a UM é membro da Central Collegiate Hockey Association. Em sete dos últimos dez anos, a UM terminou no top cinco das universidades na copa NACDA Director's Cup, que é um ranking elaborado pela Associação Nacional de Colégios no Atletismo. A UM terminou no top onze de classificação da Copa dos Diretores, permanecendo em cada uma das doze temporadas. O programa de rugby da Universidade do Michigan está classificado em primeiro lugar na história da NCAA sendo a maior vencedora (872 vitórias) e ganhadora na porcentagem total (.740).
O Michigan Stadium é o maior estádio de futebol americano em universidades do mundo, com uma capacidade oficial de mais de 107.501 espectadores, embora receber frequentemente mais  de 111,.000 espectadores, assim exedendo sua capacidade oficial.
O time masculino de hóquei no gelo, que joga na Yost Ice Arena, ganhou nove campeonatos nacionais, enquanto o time masculino de basquete, que joga na Crisler Arena, participou em quatro finais de campeonatos nacionais, na qual ganhou em 1989. Enquanto isso, a UM se envolveu em um escândalo relacionado a pagamentos nos anos 1990. Este escândalo foi uma provação por quatro anos.
Nos Jogos Olímpicos de Verão de 2004, 178 estudantes e treinadores da UM participaram das Olimpíadas, sendo que os estudantes conquistaram um total de 116 medalhas olímpicas: 54 de ouro, 27 de prata, e 35 de bronze.

### Grito de guerra
O grito de guerra da Universidade de Michigan, o The Victors, foi criado pelo estudante Louis Elbel em 1898, e foi lançado no minuto da final do campeonato de futebol americano contra a Universidade de Chicago, em que a UM ganhou o jogo. John Philip Sousa fez uma declaração na qual dizia que o grito da UM "é o maior e melhor grito de guerra de universidade já escrito." A canção (grito de guerra) se refere a universidade como a "Campeã do Oeste". Na época, a UM fazia parte da Conferência do Leste, que mais tarde se tornaria a Big Ten Conference.
Além de ser usado nos principais eventos esportivos, o grito de guerra pode ser ouvido também em outros eventos. O ex-presidente dos Estados Unidos Gerald Ford cantou esta canção e pediu que ela fosse executada à sua entrada durante seu mandato, de 1974 a 1977
O grito de guerra também é executado durante as cerimônias de graduação. A principal relação da canção com a universidade é o amarelo e azul (cores da UM), sendo o seu lema Let's Go Blue! (em português, Vamos lá azuis!).

### Atletas notáveis
- Gustavo Borges - nadador
- Michael Phelps - nadador
- Dave Brown - ex-jogador e treinador de futebol americano (falecido)
- Marty Turco - jogador de hóquei no gelo
- Tom Brady - jogador de futebol americano
- Charles Woodson - ex-jogador de futebol americano

## Bibliotecas e museus
O Sistema de Bibliotecas da Universidade do Michigan tem 19 bibliotecas individuais, cada uma com 24 estantes com aproximadamente 8,27 milhões de volumes, crescendo à taxa de 177.000 volumes a mais por ano. Em 2005, ano letivo na universidade, a Associação de Pesquisas de Bibliotecas (LRA) dos Estados Unidos cassificou o Sistema Bibliotecário da UM como um dos melhores sistemas de bibliotecas acadêmicas dos Estados Unidos.
A UM foi o primeira cada do JSTOR (banco de dados de acadêmicos), que contém cerca de 750.000 páginas digitalizadas por todo o corpo estudantil da década de 1990, incluindo dez revistas de história e economia feitas na mesma época. A Universidade iniciou recentemente programa de digitalização de seus alunos em parceria com o Google. A partir de 31 de Agosto de 2006, a UM tem implementado a primeira fase da recuperação de arquivos do Google, sendo isso parte do contrato.

## Vida estudantil

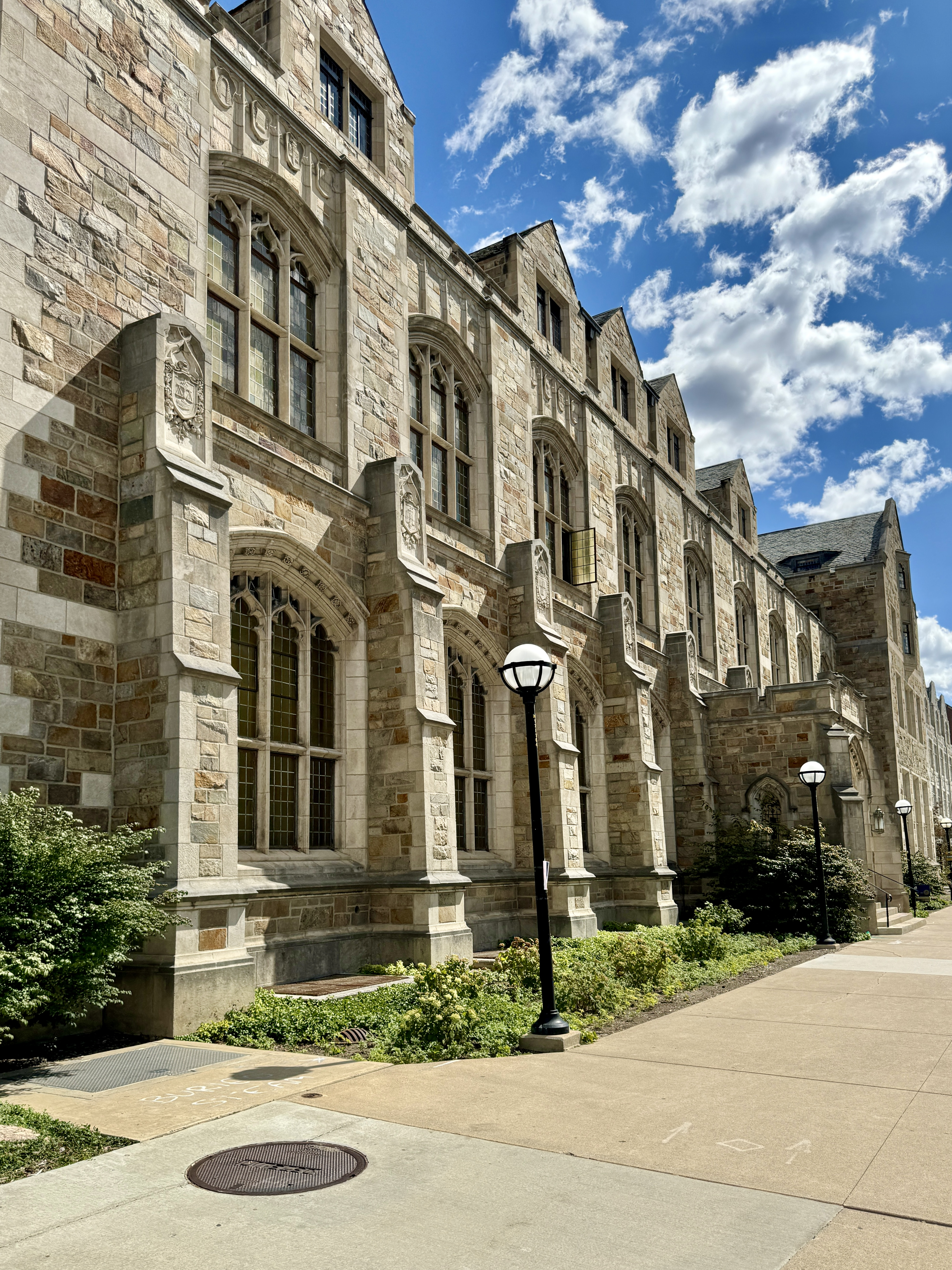
Salão Hutchins

### Vida residencial
A Universidade de Michigan tem sexto maior campus de habitação de universidades nos Estados Unidos, e o terceiro maior programa de habitação familiar, onde residem aproximadamente 12.562 pessoas. As moradias estão organizadas em três grupos distintos: Campus Central, Hill Arena (entre Campus Central e o Centro Médico da Universidade de Michigan) e o Campus Norte. Nas habitações que estão localizadas no Campus Norte, moram principalmente estudantes graduados. O maior bloco habitacional (prédio de apartamentos) tem capacidade para 1.277 alunos, enquanto o menor bloco tem capacidade para  31 alunos.
O sistema de habitação tem uma comunidade de "alunos-moradores", onde vida acadêmica e vida residencial combinam. Estas comunidades se focalizam em áreas como pesquisas através da Comunidade de Pesquisas de Michigan, Medicina e Ciências Médicas, serviços comunitários e de língua alemã.

### Grupos e atividades
Existem mais de 1150 clubes e organizações estudantis na Universidade do Michigan. Com uma história de estudantes ativistas, alguns dos diversos grupos incluindo este, se dedicam a causas como a Causa dos Direitos Civis e dos Direitos Trabalhistas. O mais notável desses grupos estudantis foi o grupo "Estudantes para uma Sociedade Democrática", que recentemente foi recriado com um novo tema no campus em Fevereiro de 2007, o 'Weather Underground' e o 'Estudantes por uma Ann Arbor segura'. Embora o corpo estudantil geralmente penda para o lado da Frente de Esquerda na Política, existem também os grupos conservadores, como a YAF, e grupos não-partidários, como a Instituição Roosevelt.

## Exames de proficiência em inglês

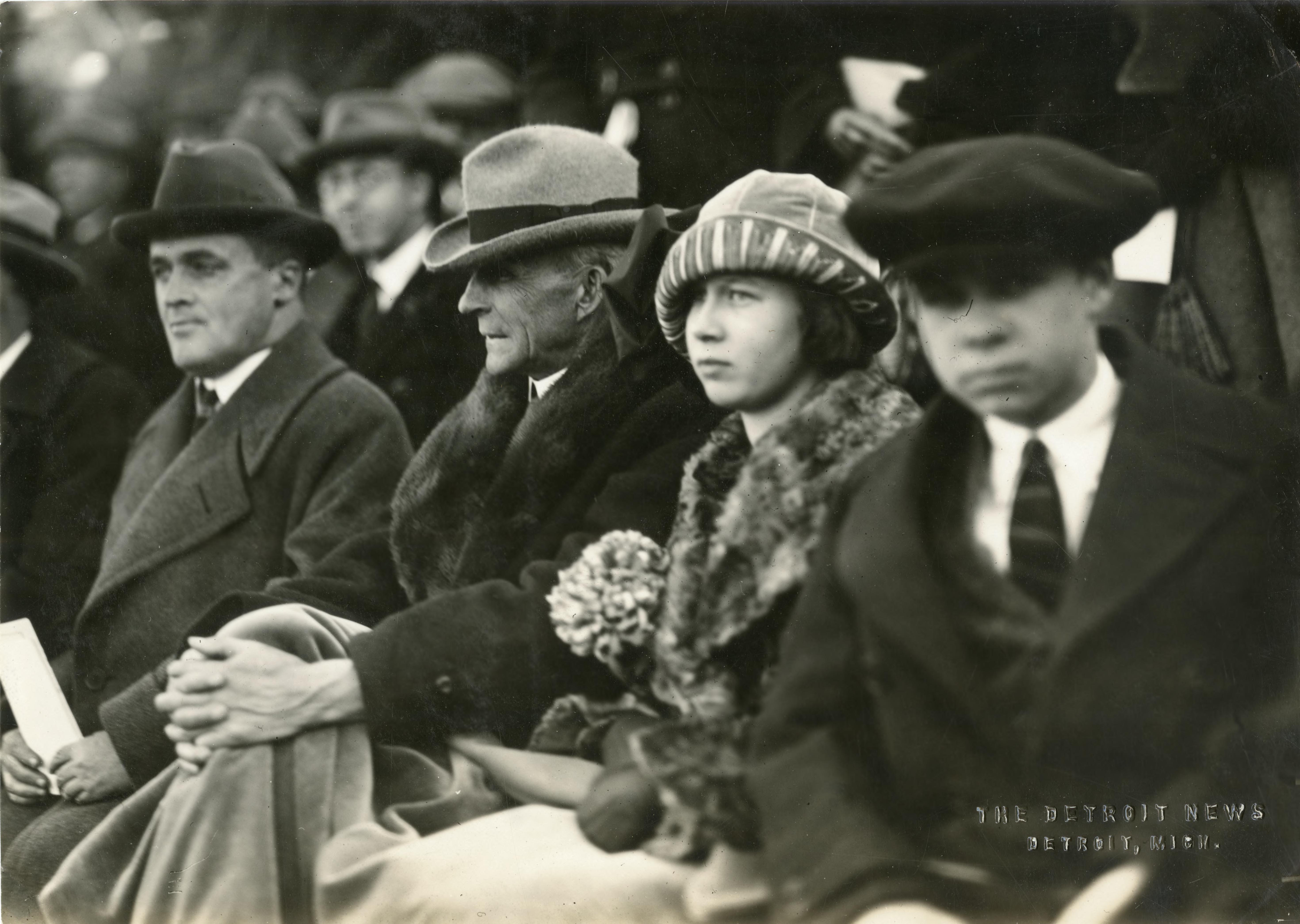
Henry Ford (segundo da esquerda) na Universidade de Michigan em 1923

A Universidade de Michigan, em parceria com a Universidade de Cambridge, realiza exames de proficiência na língua inglesa.
Dentre os exames oferecidos, destacam-se dois:
- ECCE (Examination for the Certificate of Competency in English), de nível intermediário;
- ECPE (Examination for the Certificate of Proficiency in English), de nível avançado.

## Alunos notáveis
A UM tem mais de 445.000 alunos, sendo um dos maiores corpos estudantis do mundo. O ex-presidente dos Estados Unidos, Gerald Ford, que foi um dos alunos da UM, conseguiu junto à universidade um grande programa de bolsas escolares quando presidente
Já passaram pela universidade numerosos estudantes de Marshall, sete vencedores do Prêmio Nobel, 116 medalhistas olímpicos, sendo um deles o nadador Michael Phelps, e um medalhista vencedor do Prêmio Stephen Smale.
A UM teve contribuidores para a aeronáutica, incluindo o designer de aeronaves Clarence Johnson, e vários astronautas, incluindo toda a tripulação da Gemini 4  e do Apollo 15.
A Universidade de Michigan conta com dezesseis multimilionários e os fundadores e co-fundadores do Google, incluindo o co-fundador Larry Page, e o Dr. J. Robert Beyster,  que fundou a SAIC em 1969.
A UM teve enter seus estudantes o neurocirurgião e correnspondente médico do canal CNN Sanjay Gupta, que estudou no colégio e fez pós-graduação na universidade; a jornalista e advogada conservadora Ann Coulter, que estudou direito na UM; o político democrata Dick Gephardt; o médico patologista Dr. Jack Kevorkian; o ativista radical Bill Ayers; o ativista Tom Hayden; o arquiteto Charles Willard Moore; o linguista Eugene Nida; o diplomata e humanitarista sueco Raoul Wallenberg; e o general Benjamin D. Pritchard, que aprisionou o presidente Jefferson Davis.
A cantora Madonna, o jogador profissional de baseball Derek Jeter, o músico de rock Iggy Pop, o escritor Arthur Miller, o diretor de cinema Lawrence Kasdan, e os atores James Earle Jones, Lucy Liu, Yuri Sardarov e Darren Criss estudaram na UM, porém nem todos se graduaram.

## Galeria de imagens

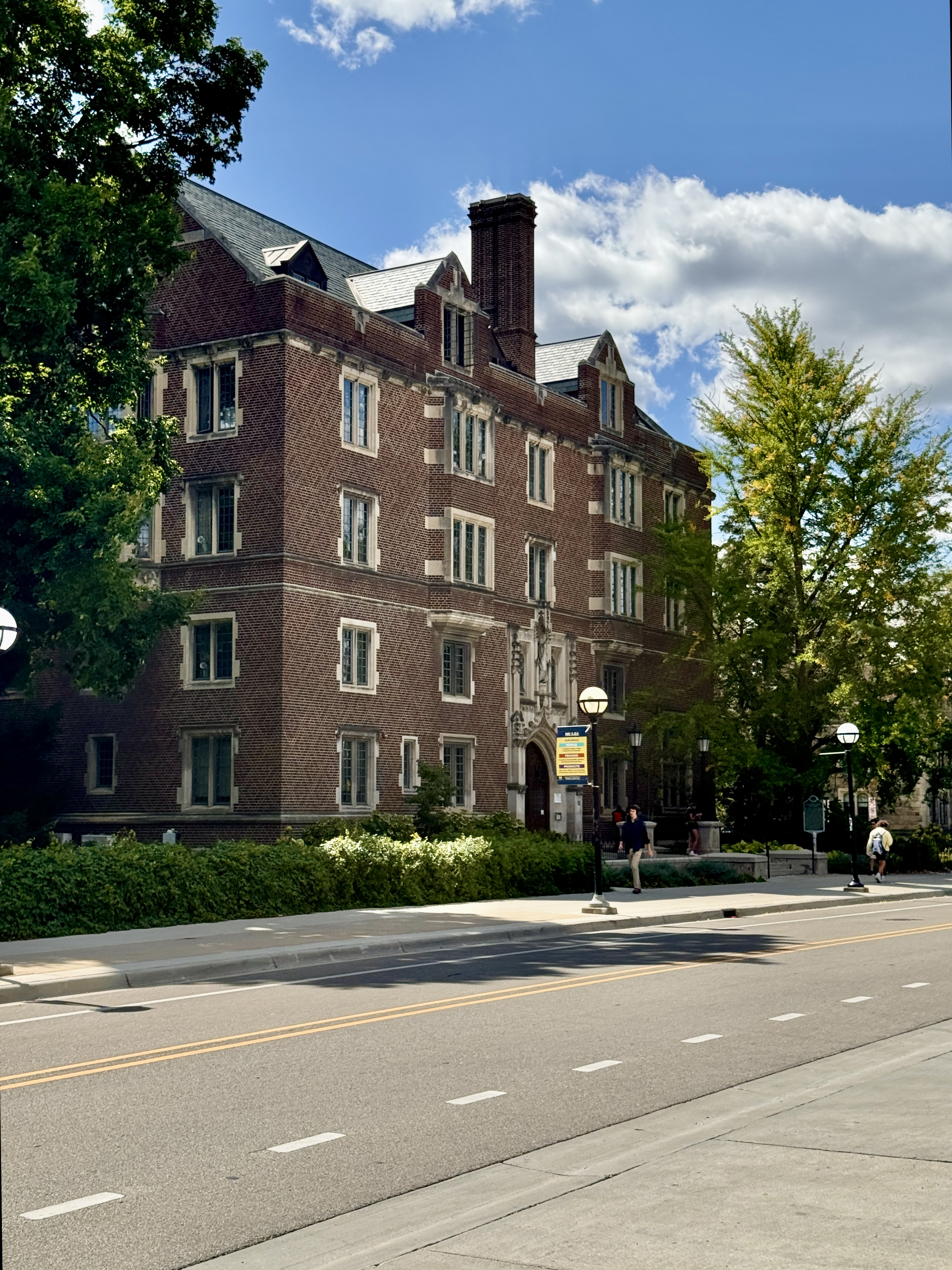
Edifício Martha Cook
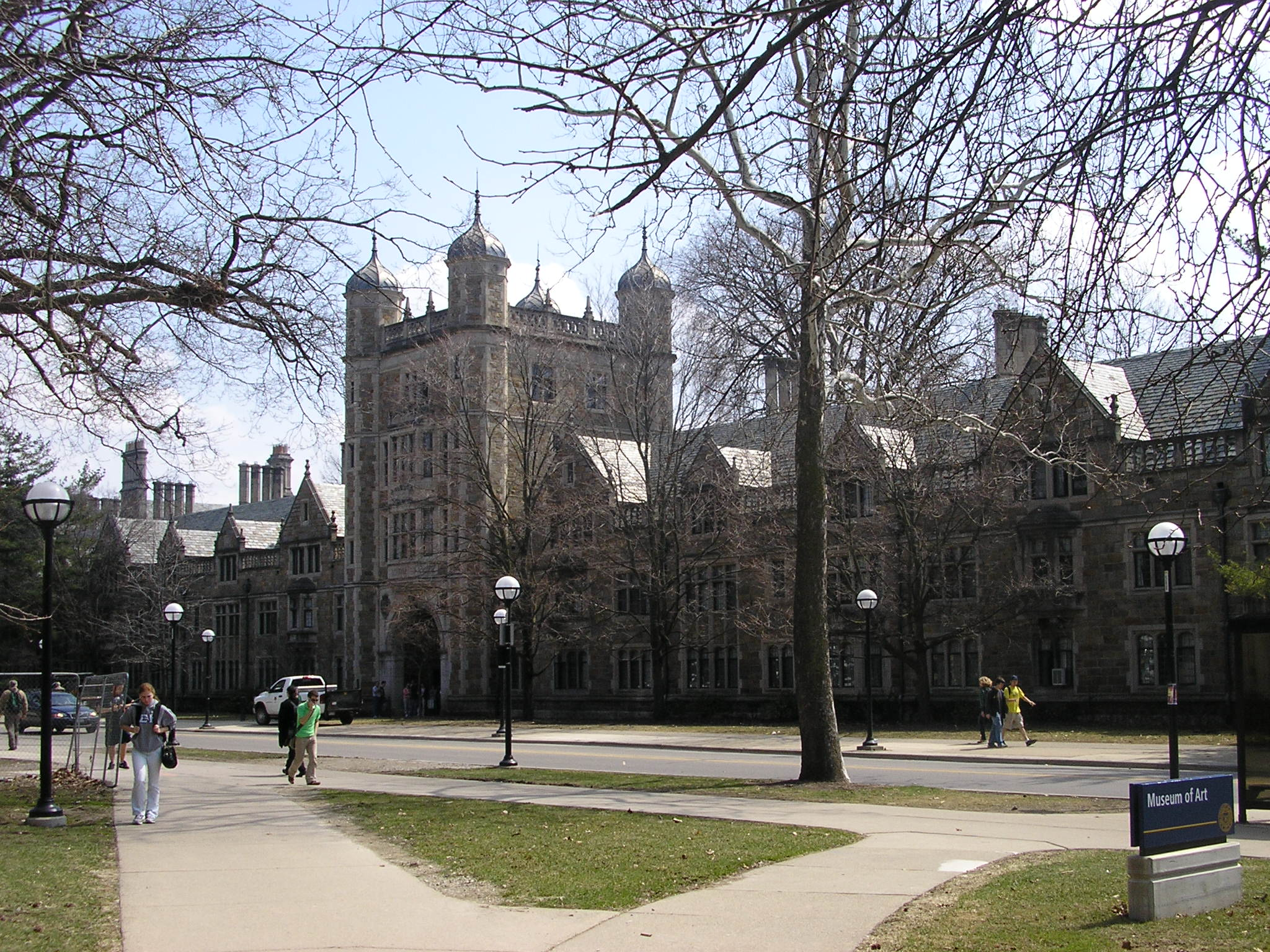
Clube de Advogados
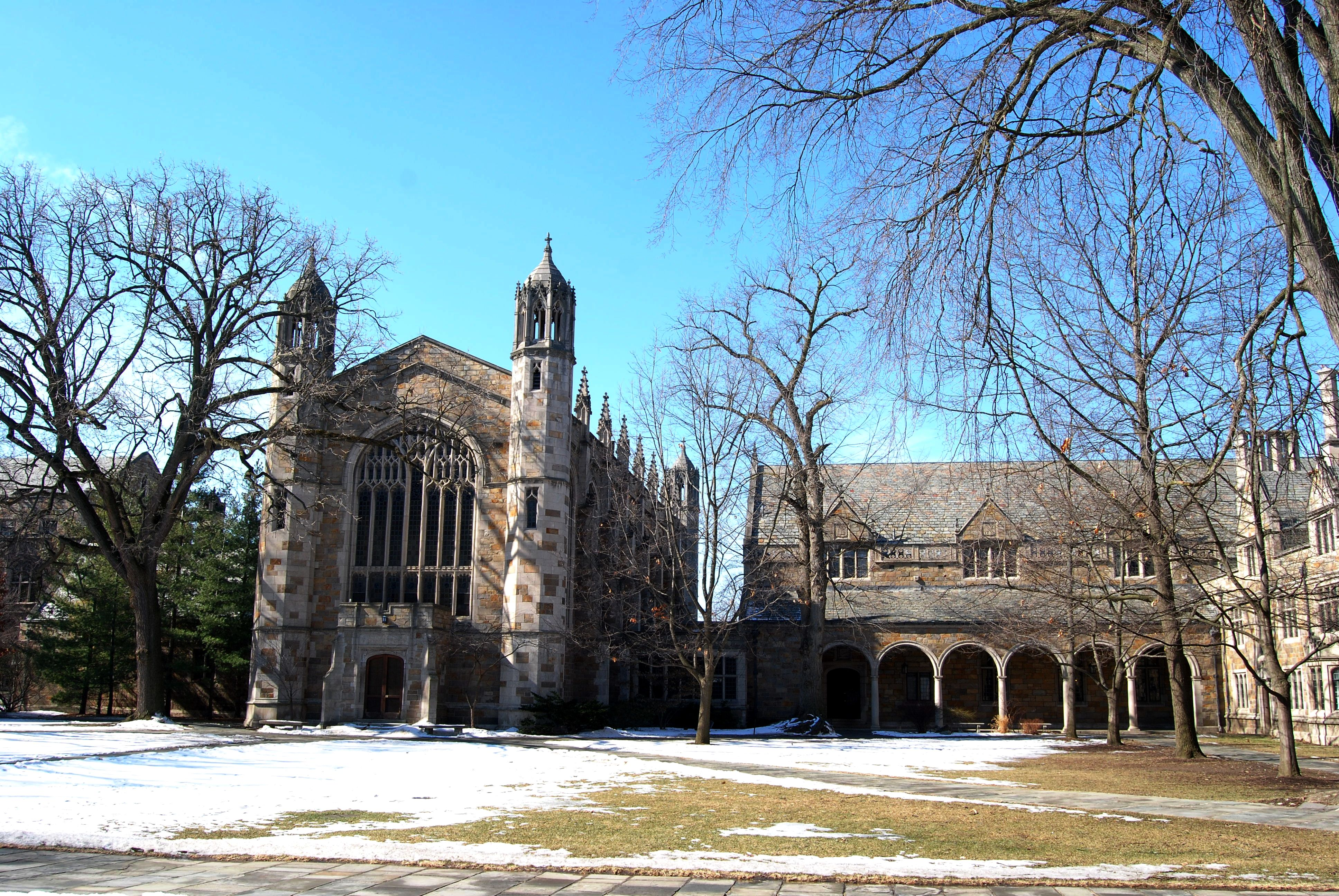
Salão de Jantar do Clube dos Advogados
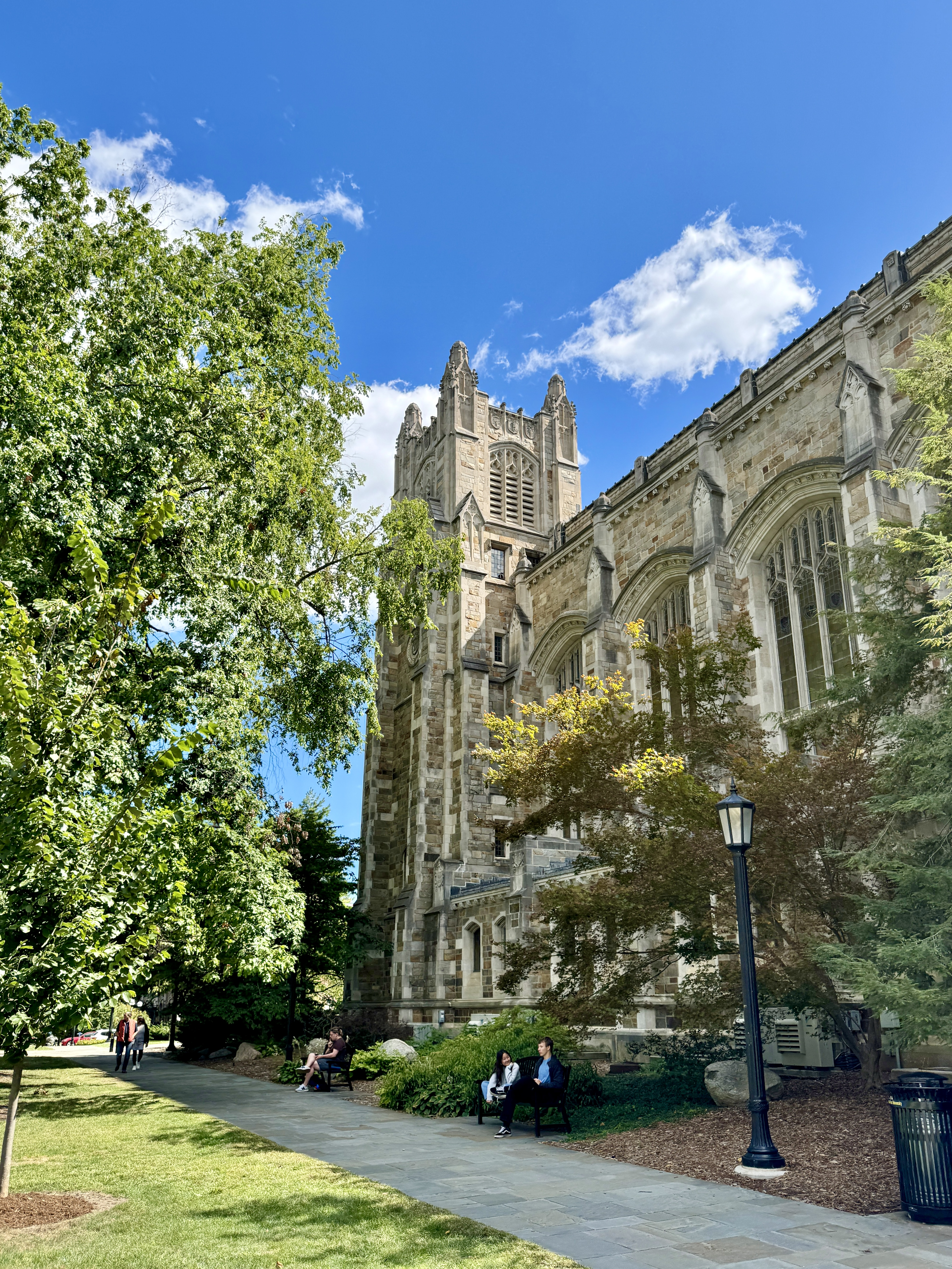
Edifício de Pesquisa Jurídica William W. Cook
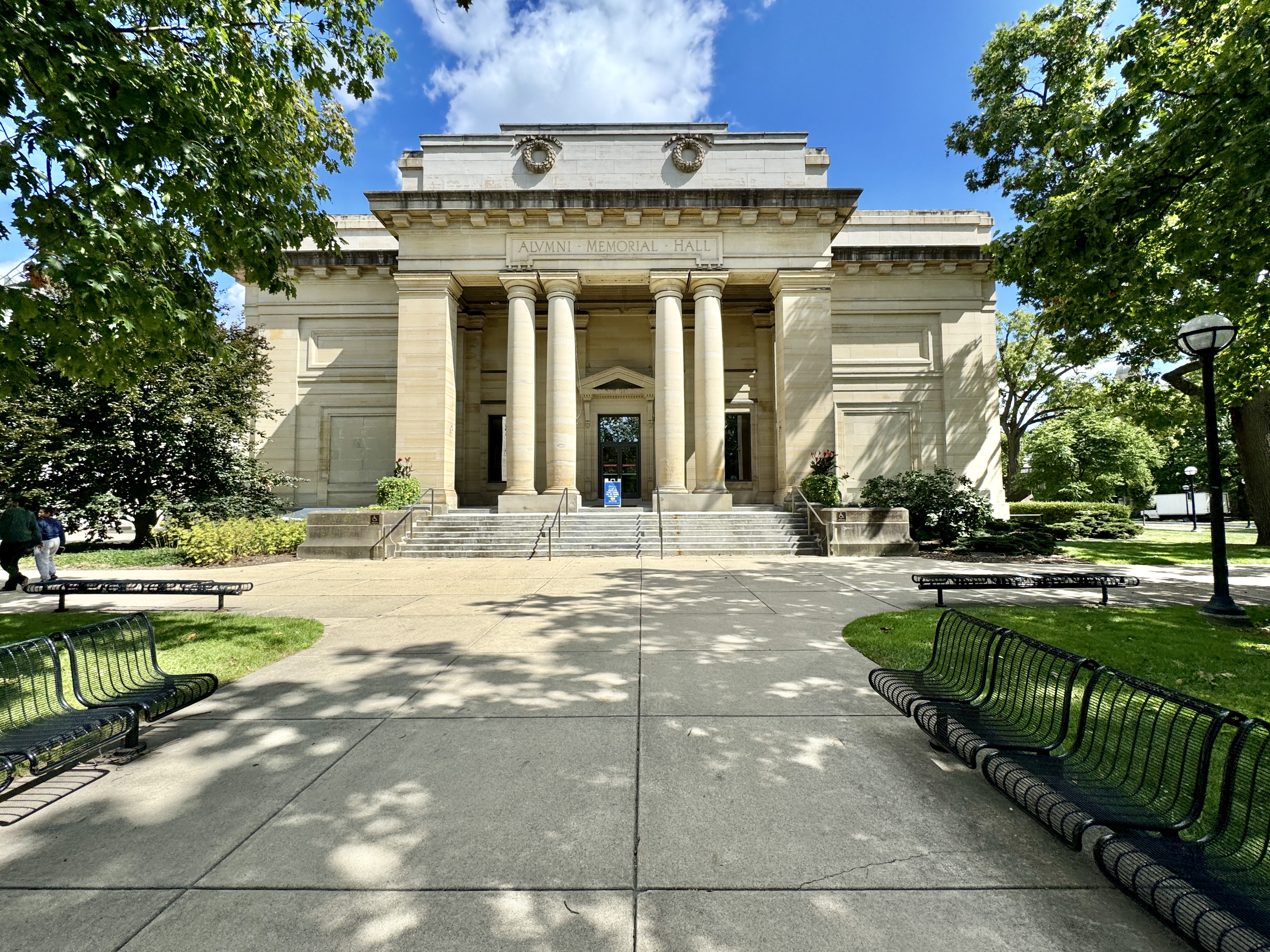
Salão Memorial dos Antigos Alunos
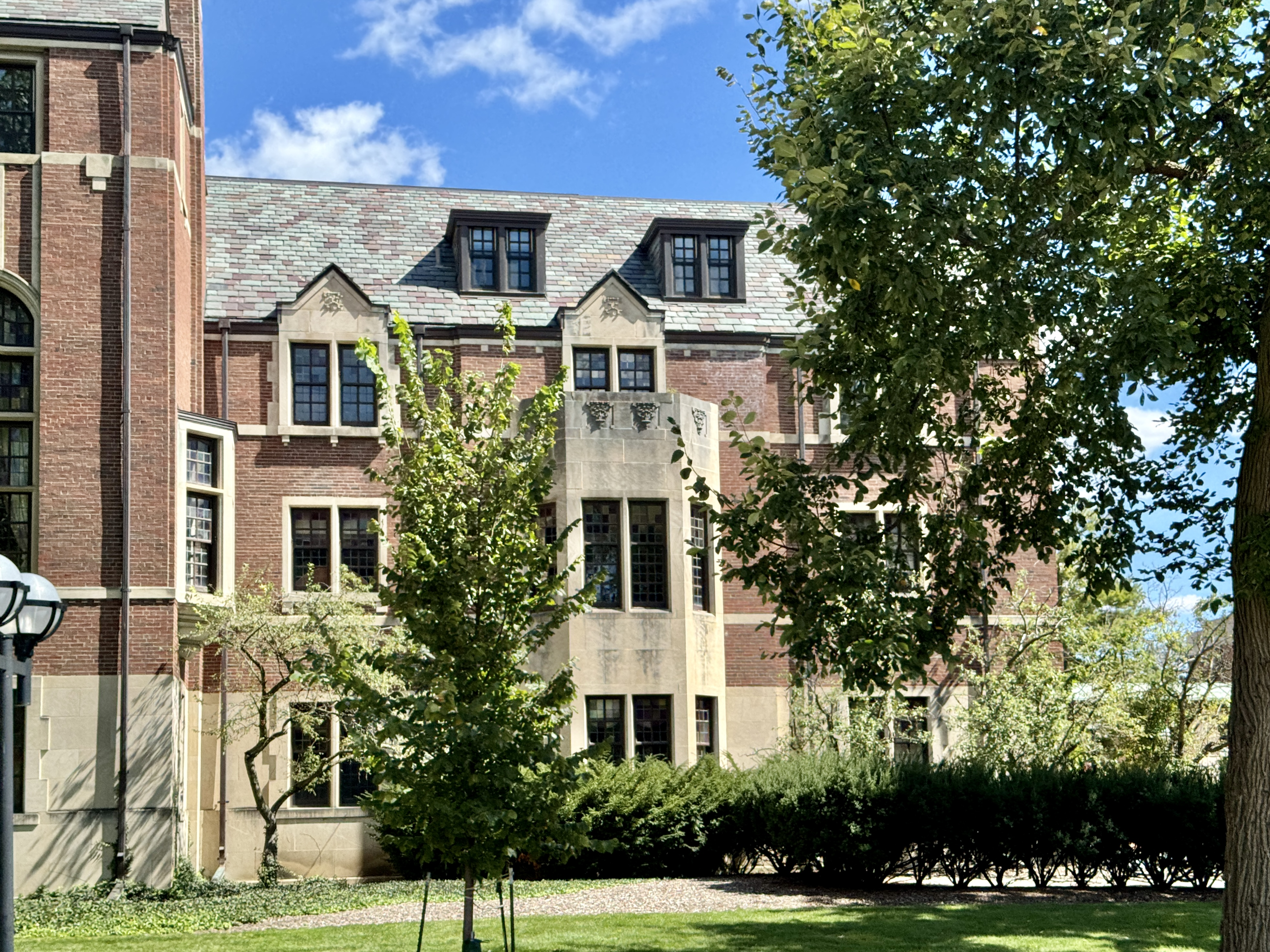
Liga de Michigan
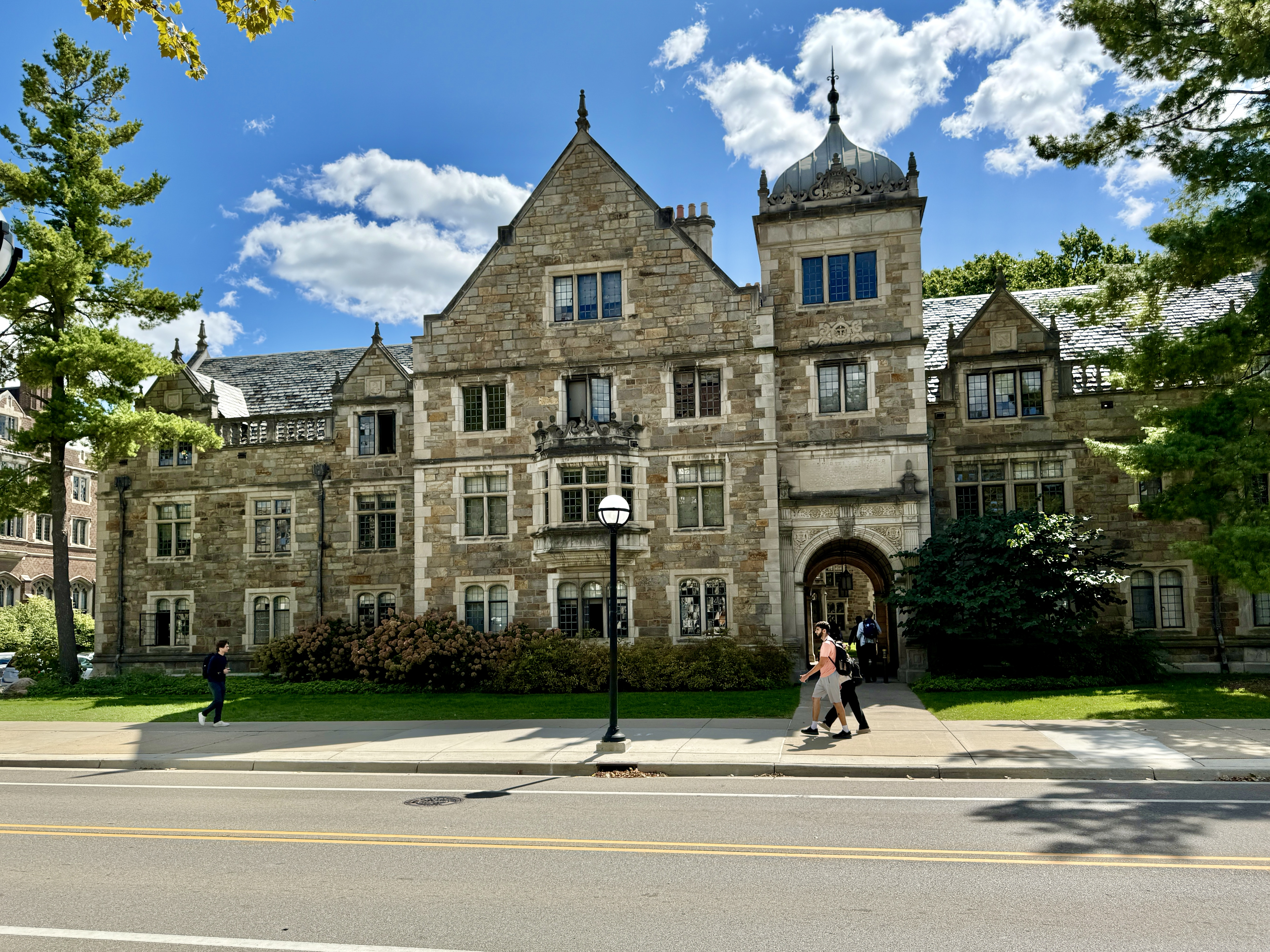
Dormitório John P. Cook
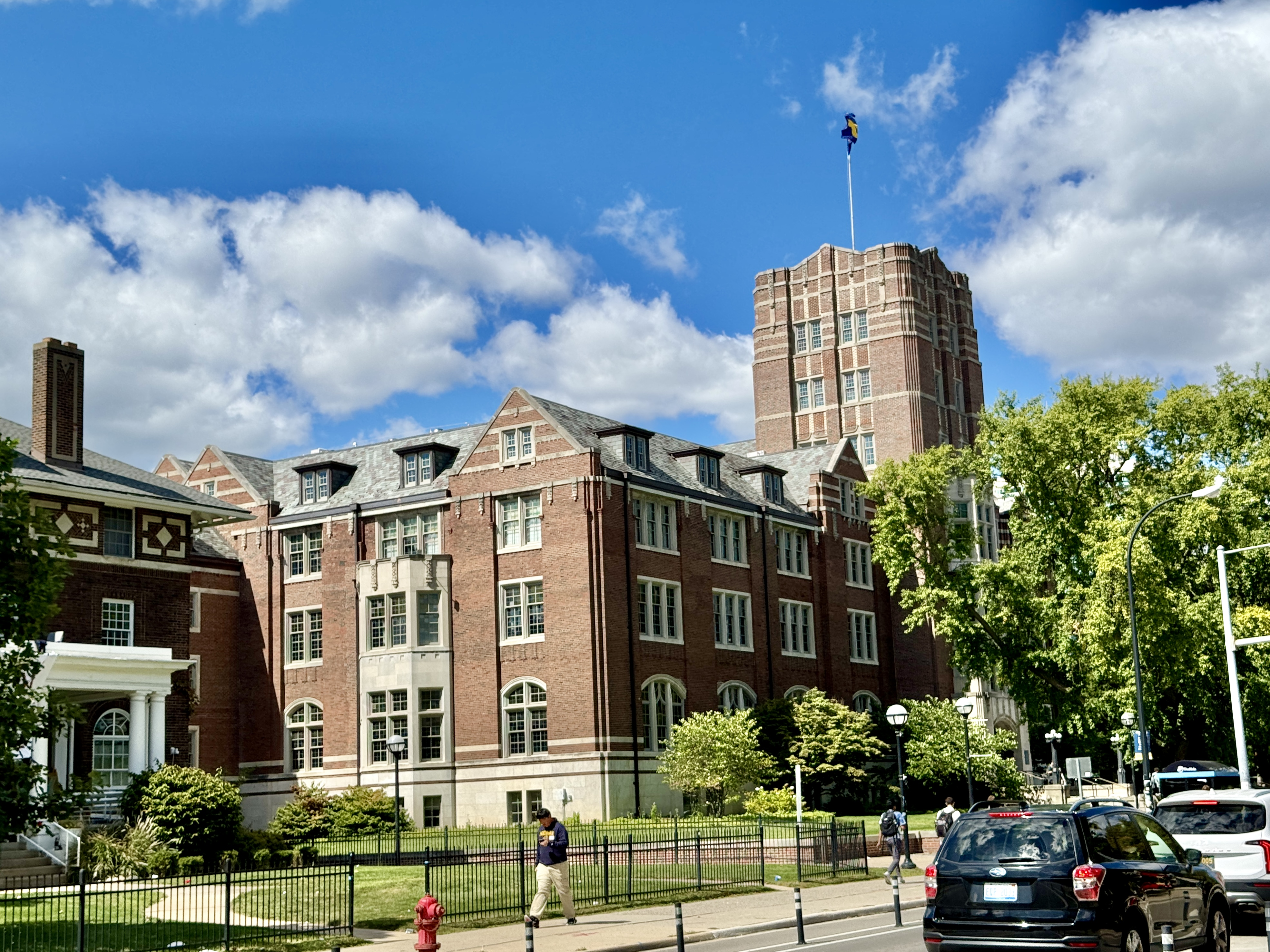
União de Michigan
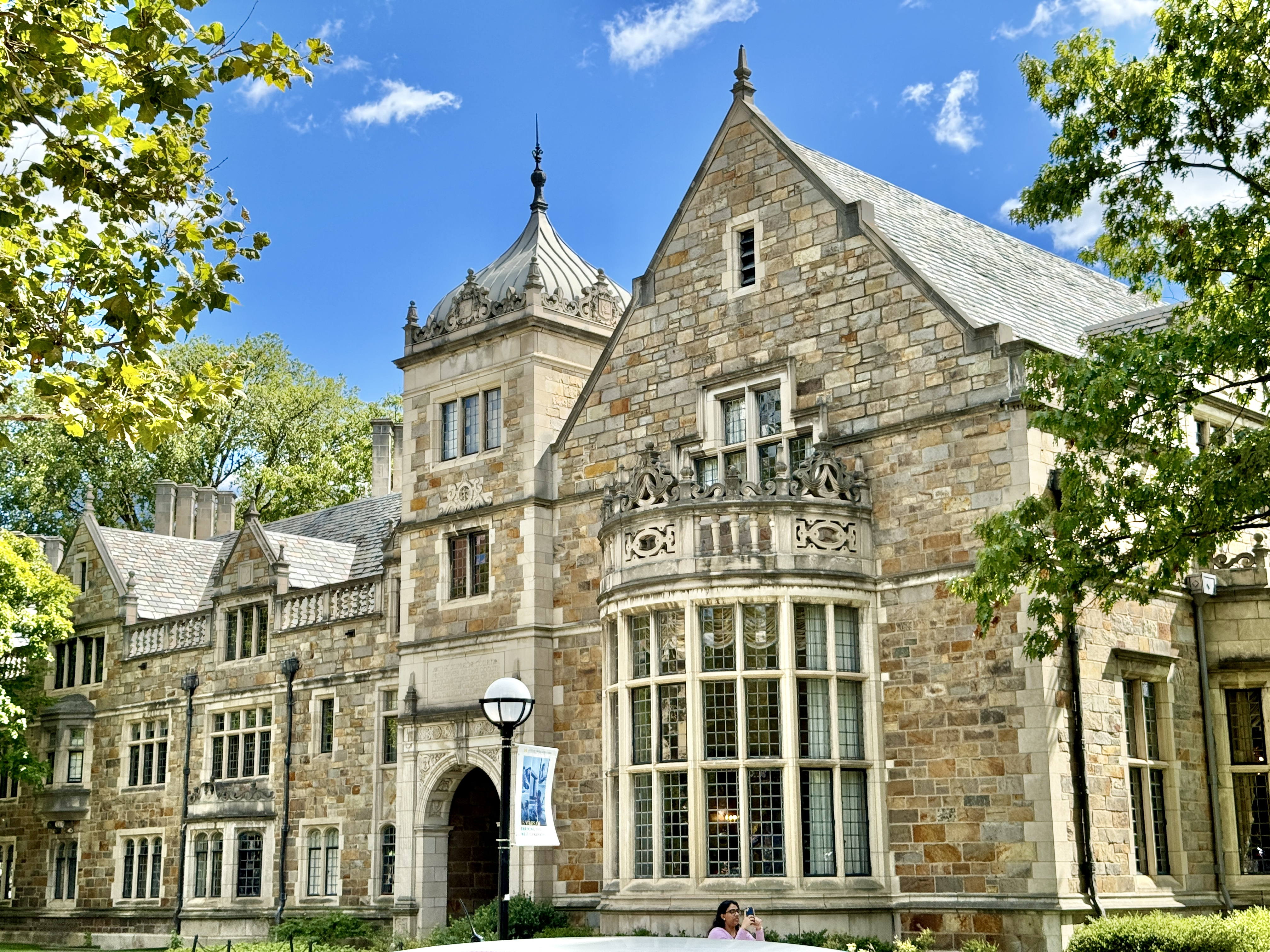
Clube de Advogados
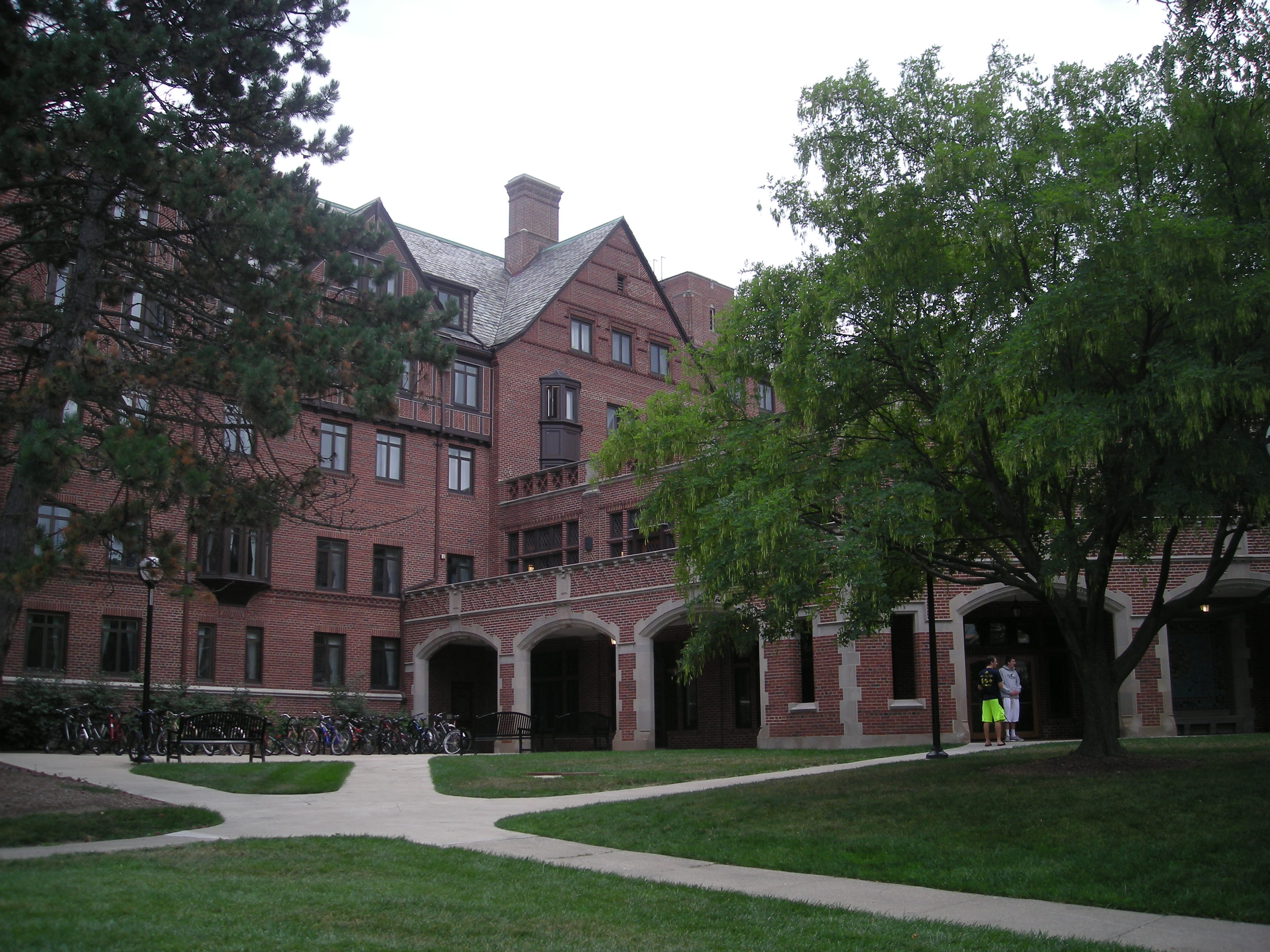
Stockwell Hall
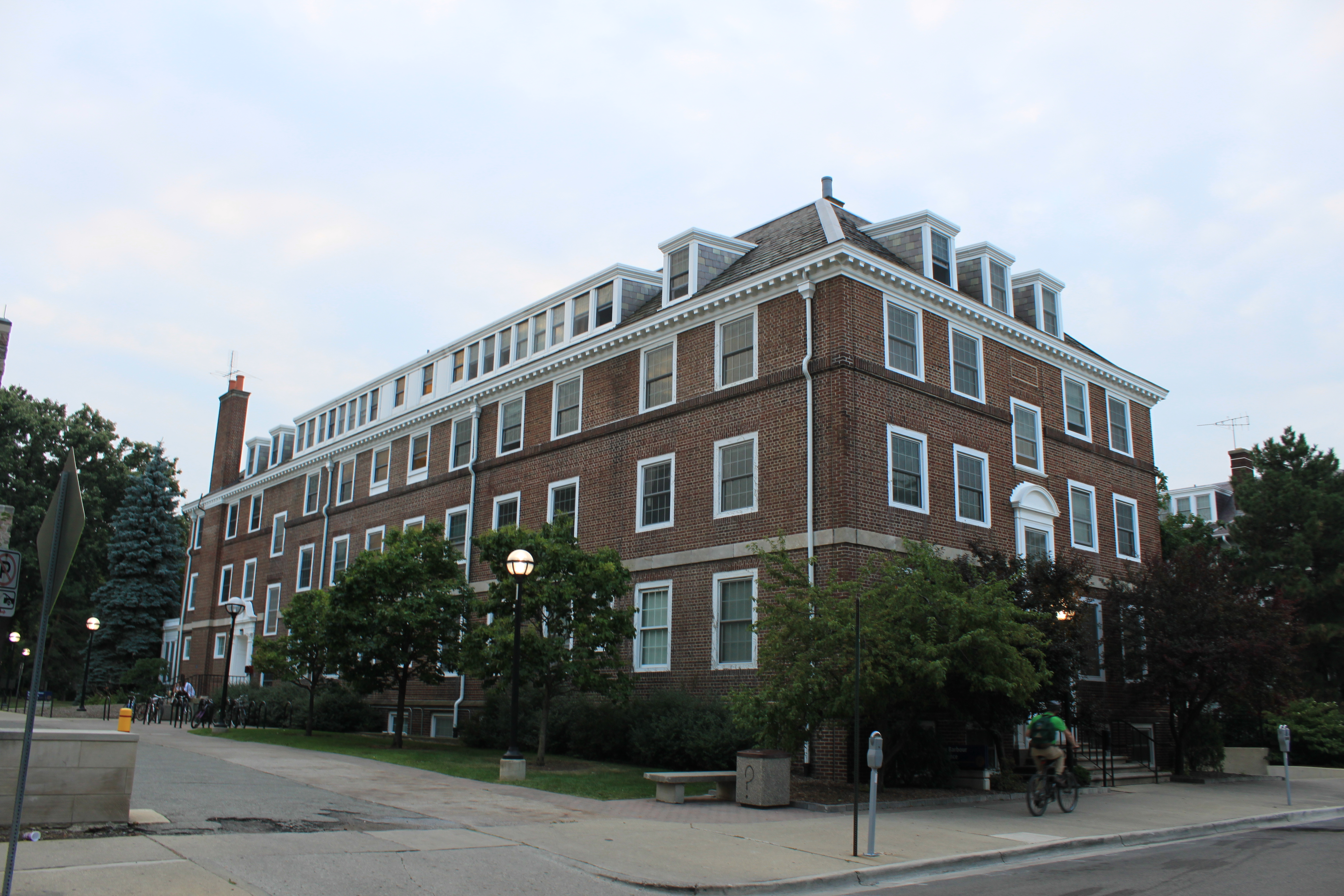
Casa Betsy Barbour
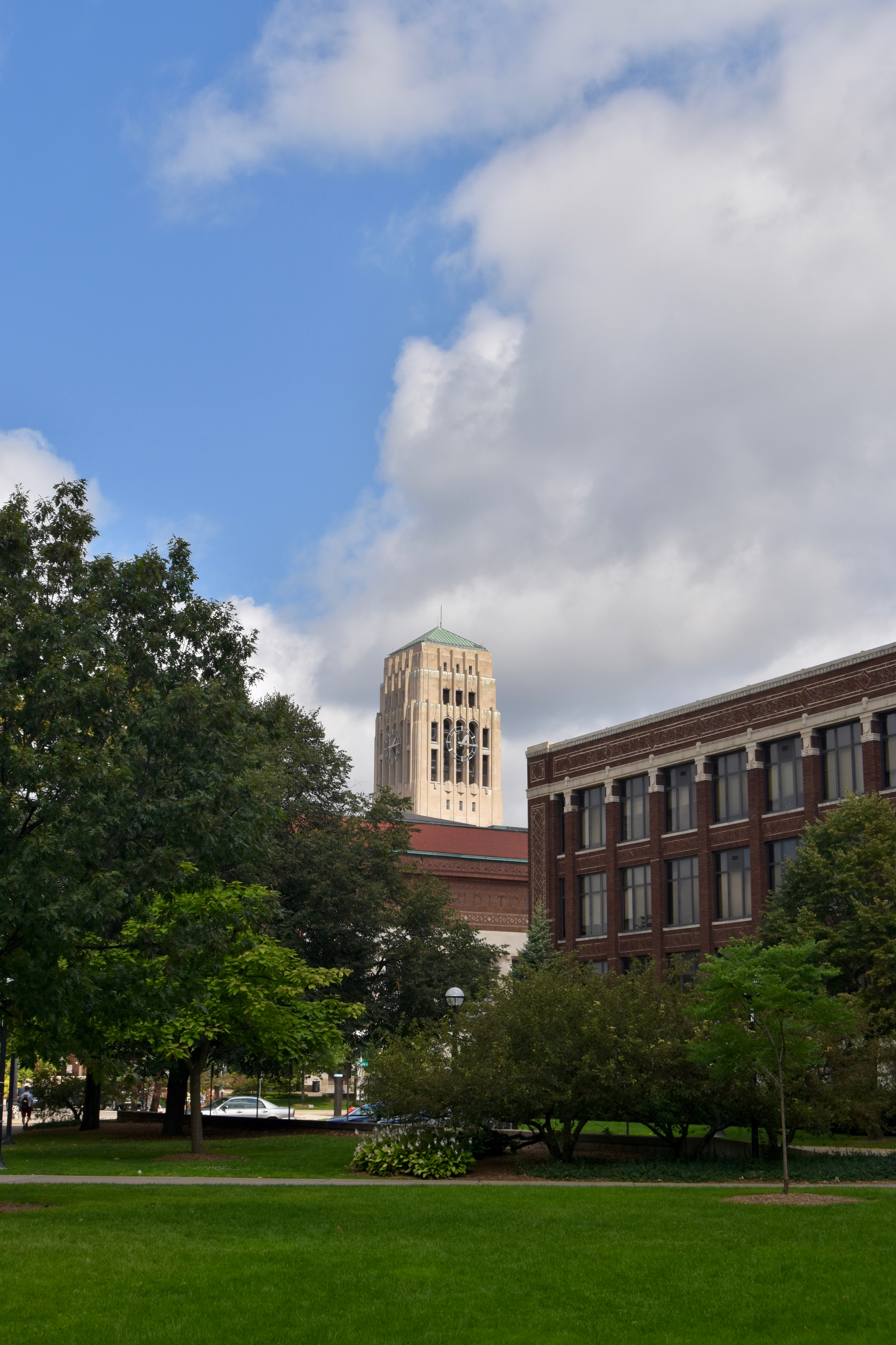
Torre Memorial Burton
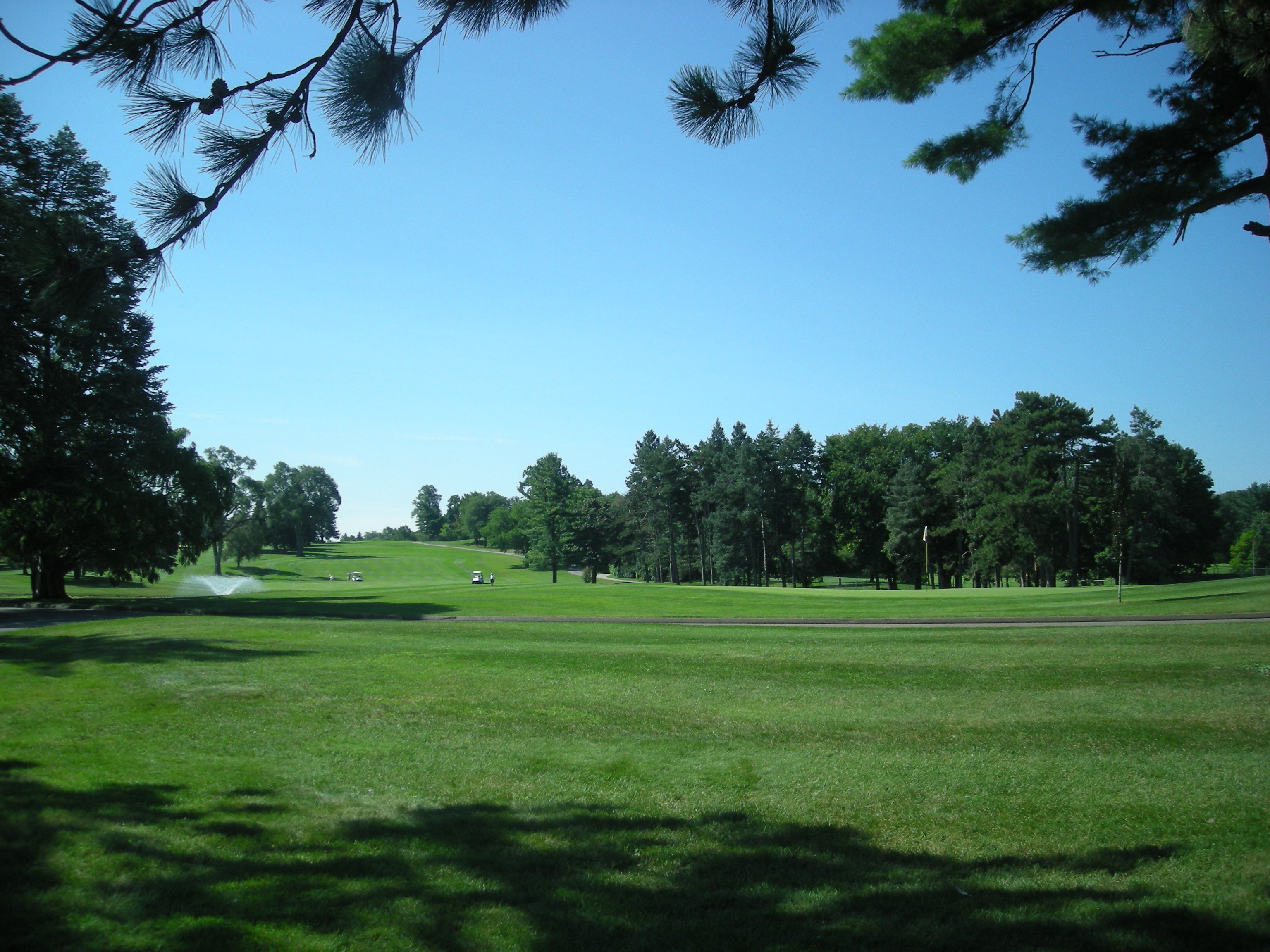
Campo de golfe da Universidade de Michigan